# C/2006 VZ13 LINEAR
C/2006 VZ13 LINEAR è una cometa non periodica, scoperta il 13 novembre 2006 da LINEAR e ritenuta inizialmente un asteroide; pochi giorni dopo è stata scoperta la sua natura cometaria.
Il principale interesse presentato da questa cometa è la possibilità, ancora da accertare definitivamente, di essere il corpo progenitore dello sciame meteorico delle Gamma Delfinidi.